# Église Saint-Adalbert de Wrocław
L'église Saint-Adalbert de Wrocław est une église située dans la ville de Wroclaw en Pologne.
Elle est construite sur un plan en croix latine et est divisée en dix travées.
Les voûtes du chœur comportent des clefs de voûte gothiques en relief. Elles sont soutenues par des faisceaux de piliers à encorbellements sculptés au XIXe siècle.
Dans la nef et le transept, les voûtes, pour la plupart reconstruites, reposent sur des pilastres à encorbellements. Dans les murs nord et sud du transept se trouvent quatre paires de fenêtres, plus basses que les autres, partiellement maçonnées, qui proviennent d'un édifice antérieur, surélevées à la fin du 14e siècle.
L'église représente un exemple typique de temple monastique du gothique tardif, développé en Europe à la fin du XIIIe siècle, caractérisé par un long chœur clairement séparé destiné au clergé.

## Historique
L'église romane construite à l'origine sur ce site , probablement fondée par Bogusław, frère de Piotr Włost , a été construite au début du XIIe siècle et a été dédiée en 1112 à saint Adalbert par l'évêque Żyrosław.
Lors de l'invasion mongole de 1241, l'église elle-même, le monastère fondé par Czesław Odrowąż et probablement toute la ville de la rive gauche furent détruits.
Vers 1250 commence la reconstruction de l'église, dans le style gothique, comme un édifice à nef unique avec un transept. En 1270, le corps de l'église fut achevé, en 1359 la tour fut achevée, au début du 14e siècle, un nouveau chœur fut construit à la place de celui existant, et avant 1487 l'église fut de nouveau agrandie, prolongeant la nef d'une travée depuis l'ouest et rehaussant les murs de près de sept mètres.

## Dimensions
Les dimensions de l'édifice sont les suivantes :

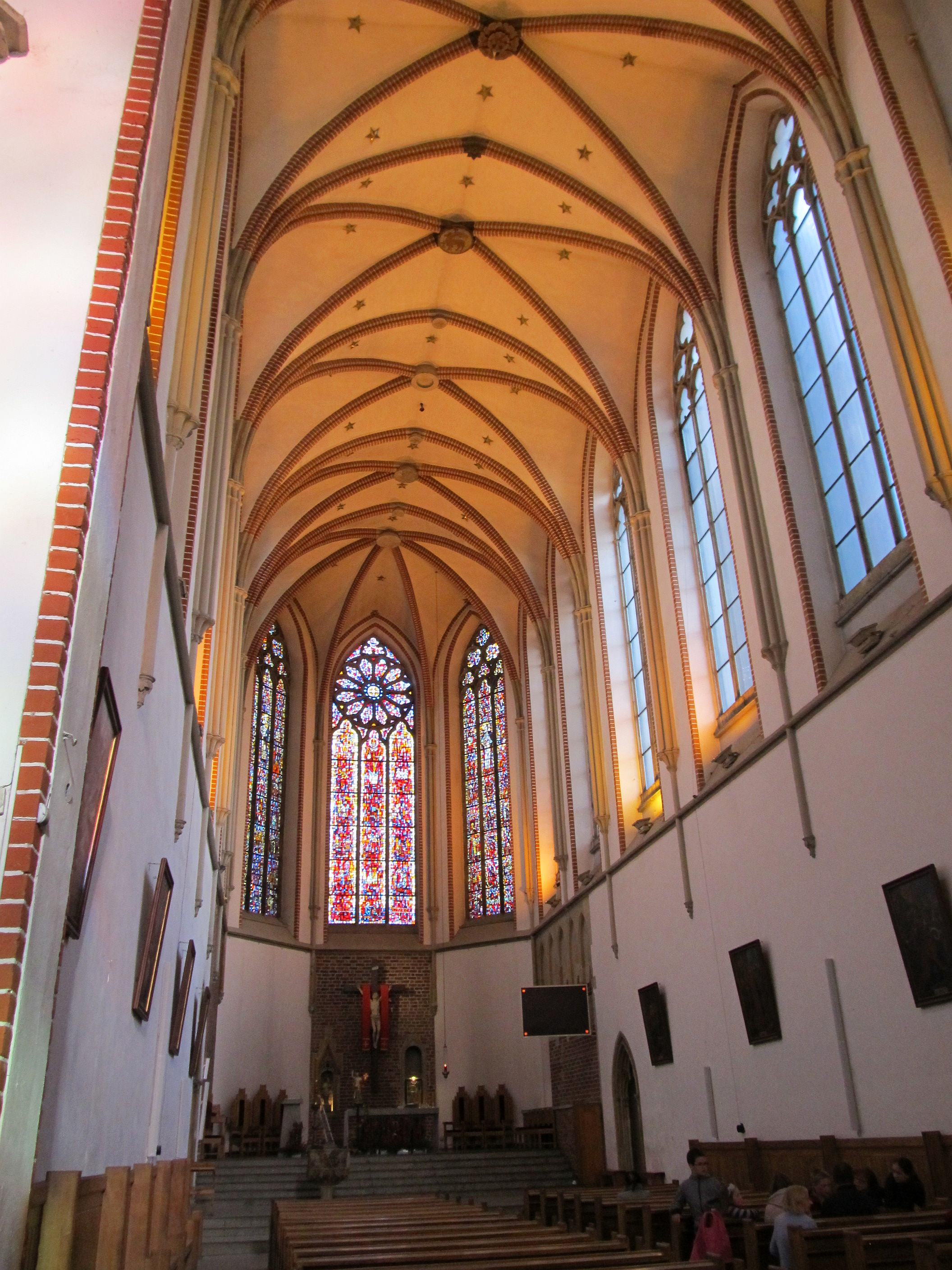
Intérieur de l'église.

- hauteur de la nef : 22 m ;
- longueur : 72 m.